# فرودگاه شهرستان کمبریج (اوهایو)
فرودگاه شهرستان کمبریج (اوهایو) (به انگلیسی: Cambridge Municipal Airport (Ohio)) یک فرودگاه همگانی بهره‌برداری هوایی است که یک باند فرود آسفالت دارد و طول باند آن ۱۳۱۰ متر است. این فرودگاه در شهر کمبریج، اوهایو کشور ایالات متحده آمریکا قرار دارد و در ارتفاع ۲۴۴ متری از سطح دریا واقع شده‌است.